# Boynton Beach
Boynton Beach es una ciudad ubicada en el condado de Palm Beach en el estado estadounidense de Florida. En el Censo de 2010 tenía una población de 68.217 habitantes y una densidad poblacional de 1.595,51 personas por km².

## Geografía
Boynton Beach se encuentra ubicada en las coordenadas 26°31′42″N 80°4′51″O / 26.52833, -80.08083. Según la Oficina del Censo de los Estados Unidos, Boynton Beach tiene una superficie total de 42.76 km², de la cual 41.89 km² corresponden a tierra firme y (2.02%) 0.86 km² es agua.

## Demografía
Según el censo de 2010, había 68.217 personas residiendo en Boynton Beach. La densidad de población era de 1.595,51 hab./km². De los 68.217 habitantes, Boynton Beach estaba compuesto por el 62.45% blancos, el 30.27% eran afroamericanos, el 0.29% eran amerindios, el 2.16% eran asiáticos, el 0.04% eran isleños del Pacífico, el 2.6% eran de otras razas y el 2.2% pertenecían a dos o más razas. Del total de la población el 12.76% eran hispanos o latinos de cualquier raza.